# کوه اینو
کوه اینو (به لاتین: Mount Aino) یک کوه در ژاپن است که در استان شیزوئوکا واقع شده‌است. کوه اینو ۳٬۱۸۹٫۱۳ متر بالاتر از سطح دریا واقع شده‌است.